# Ramy Zada
Ramy Zada (* 1. Februar 1958 in Los Angeles, Kalifornien) ist ein US-amerikanischer Schauspieler. In Deutschland erlangte er Bekanntheit durch seine Rolle des Richters Nicholas „Nick“ Marshall, in der Fernsehserie Die Verschwörer.

## Leben
Ramy Zada wuchs im San Fernando Valley, Kalifornien auf. In seiner Schulzeit betrieb er mehrere Sportarten und wollte Profi-Footballer oder Architekt werden. Später entdeckte er seine Liebe zum Film und beschloss, diesbezüglich zu studieren. Er besuchte die California State University, Northridge und jobbte nebenbei, in handwerklichen Berufen. Später absolvierte er die Filmhochschule und schloss in den Fächern Filmregie und Produktion ab. Er entschloss sich, nicht weiterzustudieren, sondern nahm erste kleinere Rollen an.
Zada ist Mitbegründer und war Co-Intendant am „Waiver Theatre“, in Los Angeles. Das Theater war eines der angesehensten Theater, das mit Eigenkapital finanziert wurde. Zada war am Bau beteiligt.
Neben seinen Engagements am Theater und kleineren Rollen, hatte Zada ein Catering-Unternehmen, das hauptsächlich Theater belieferte. Durch seine Leistungen im Theater erhielt er eine Rolle am „Long Wharf Theater“ in New Haven, Connecticut.
1988 spielte Zada eine seiner ersten Gastrollen in Miami Vice. 1991 erhielt er in der neuen Fernsehserie Die Verschwörer die Hauptrolle. Bereits nach einer Staffel gab er die Rolle wieder auf. In Folge spielte er weiter Gastrollen in Serien und war auch in verschiedenen Städten auf Theaterbühnen zu sehen.
Neben seinen schauspielerischen Tätigkeiten ist er im Immobiliengeschäft tätig. Er kauft und verkauft Häuser in Los Angeles.
Ramy Zada wohnt mit seiner Frau in Los Angeles.

## Filmografie (Auswahl)
- 1988: Miami Vice (Fernsehserie, Folge 4x16)
- 1989: After Midnight
- 1989: Ein gesegnetes Team (Father Dowling Mysteries, Fernsehserie, Folge 1x05–1x06)
- 1990: Kein Baby an Bord (Funny about Love)
- 1990: Jake und McCabe – Durch dick und dünn (Jake and the Fatman, Fernsehserie, Folge 4x01)
- 1990: The Judas Project
- 1990–1991: Dallas (Fernsehserie, 4 Folgen)
- 1991: Die Verschwörer (Dark Justice, Fernsehserie, 19 Folgen)
- 1992: Die Mühlen Gottes (The Sands of Time)
- 1993: Mord ist ihr Hobby (Murder, She Wrote, Fernsehserie, Folge 10x05)
- 1993–1994: Second Chances (Fernsehserie, 5 Folgen)
- 1995: Melrose Place (Fernsehserie, Folgen 3x17–3x20)
- 1995: New York Cops – NYPD Blue (NYPD Blue, Fernsehserie, Folgen 2x14, 2x16)
- 1995: Flippers neue Abenteuer (Flipper (The New Adventure of Flipper), Fernsehserie, Folge 1x02)
- 1995: Out-of-Sync
- 1996: Das Seattle Duo (Mr. & Mrs. Smith, Fernsehserie, Folge 1x03)
- 1996: Rockford: Russisches Roulette (The Rockford Files: Punishment and Crime)
- 1997: Springfield Story (Guiding Light, Seifenoper, 1 Folge)
- 1998: New York Undercover (Fernsehserie, Folge 4x02)
- 1999: V.I.P. – Die Bodyguards (V.I.P., Fernsehserie, Folge 1x21)
- 1999: Akte X – Die unheimlichen Fälle des FBI (The X-Files, Fernsehserie, Folge 7x06)
- 2000: Strong Medicine: Zwei Ärztinnen wie Feuer und Eis (Strong Medicine, Fernsehserie, Folge 1x13)
- 2002: Meine Tochter ist keine Mörderin
- 2003: Without a Trace – Spurlos verschwunden (Without a Trace, Fernsehserie, Folge 1x13)
- 2004: JAG – Im Auftrag der Ehre (JAG, Fernsehserie, Folge 9x12)
- 2006: Close to Home (Fernsehserie, Folge 1x22)
- 2007: Emergency Room – Die Notaufnahme (ER, Fernsehserie, Folge 14x05)
- 2007: Shark (Fernsehserie, Folge 2x11)